# Lucius Cassius Hemina

Lucius Cassius Hemina est un annaliste romain. Il écrit ses annales durant la période ayant suivi la mort de Térence et ayant précédé la révolution des Gracques.

## Biographie
La vie de cet auteur est quasi inconnue. Son nom Hemina est peut-être un gentilice étrusque. Il n'est pas sûr qu'il fut sénateur romain.

## Son œuvre
Il est auteur d'un ouvrage historique intitulé Annales dont quatre livres sont attestés. Seuls 43 fragments de ses écrits ont été préservés :
- le livre I, qui traitait de la période pré-romuléenne
- le livre II, qui décrivait la période royale de Rome jusqu'au début républicain
- le livre III, qui relatait la première guerre punique
- le livre IV, qui concernait la guerre d'Hannibal Barca contre Rome

Il y a peut-être eu un cinquième livre car les derniers fragments conservés relatent des faits postérieurs à Hannibal.

## Postérité de son œuvre
Il est possible que Cassius Hemina s'inspira des œuvres de Caton le Censeur pour rédiger son livre historique. Néanmoins aux yeux des anciens, son travail historique fut éclipsé par le grand ouvrage de Caton intitulé Origine. Ce qui expliquerait la disparition ultérieure de son œuvre.